# Branta ruficollis
La barnacla cuellirroja, también barnacla de cuello rojo o barnacla cuello rojo  (Branta ruficollis) es una especie de ave anseriforme de la familia Anatidae propia del Ártico europeo.

## Galería

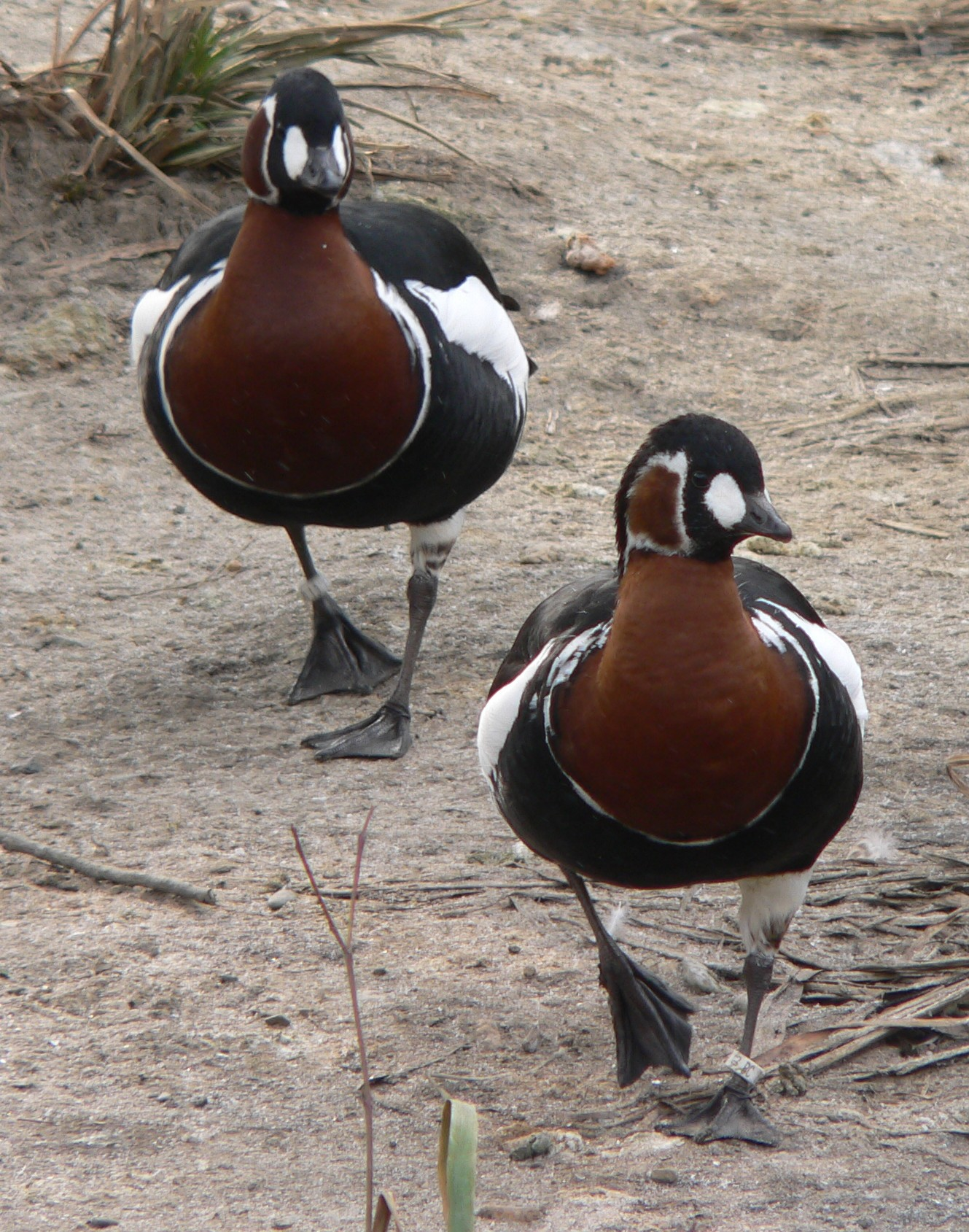
Branta ruficollis en grupo
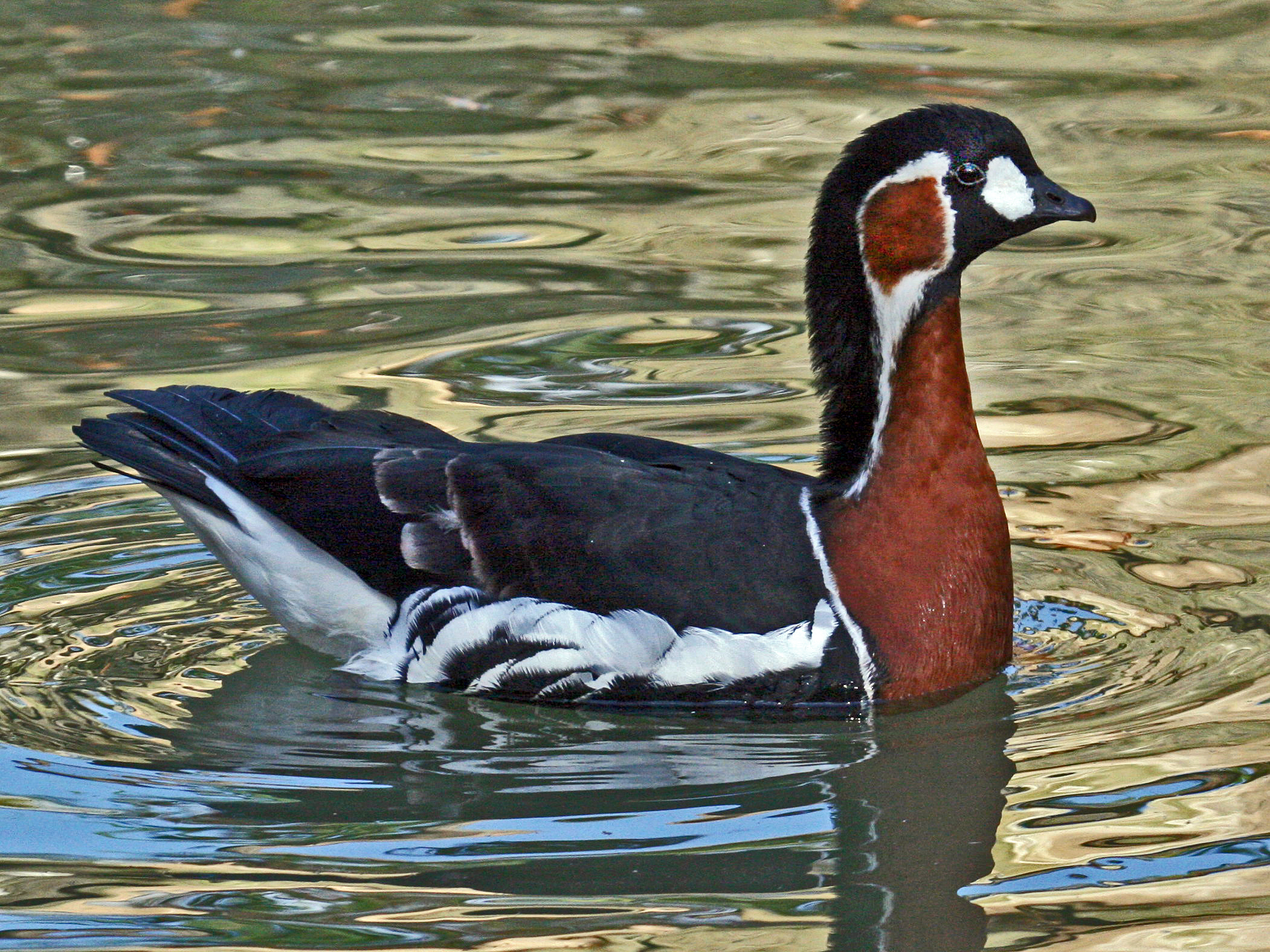
Barnacla cuelliroja nadando.
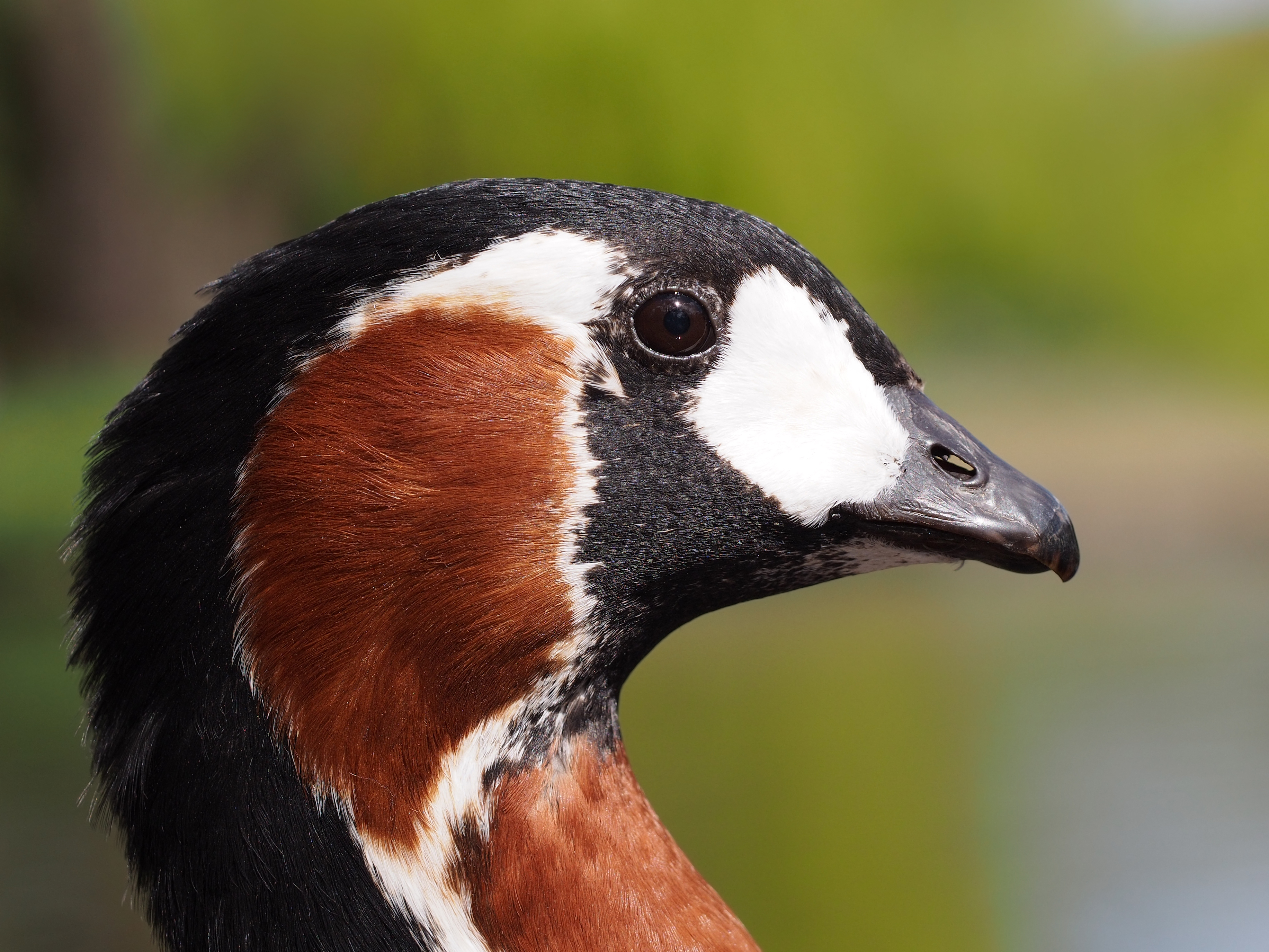
Detalle de cabeza